# Henrik Zdešar (učitelj)
Henrik Zdešar, slovenski učitelj, * 15. januar 1906, Ljubljana, † 11. julij 1983, Ljubljana.

## Življenje in delo
Po končanem učiteljišču v Ljubljani (1925) je poučeval na osnovnih šolah v Zgornjih Gorjah, Loškem Potoku in Šentjanžu pri Sevnici. Zaradi sodelovanja v NOB je bil leta 1942 interniran v taborišču na Rabu. Po kapitulaciji Italije 1943 je bil med drugim šolski nadzornik za Slovensko Primorje, kjer je organiziral šolstvo, skrbel za pedagoški tisk in pedagoške tečaje. Po osvoboditvi je delal na Ministrstvu za prosveto LRS (1955-1960). Pisal je članke o šolski problematiki, učiteljskem izobraževanju in organizaciji šol na Primorskem v času NOB. Prejel je Žagarjevo nagrado.